# Eduardo Ramos-Izquierdo

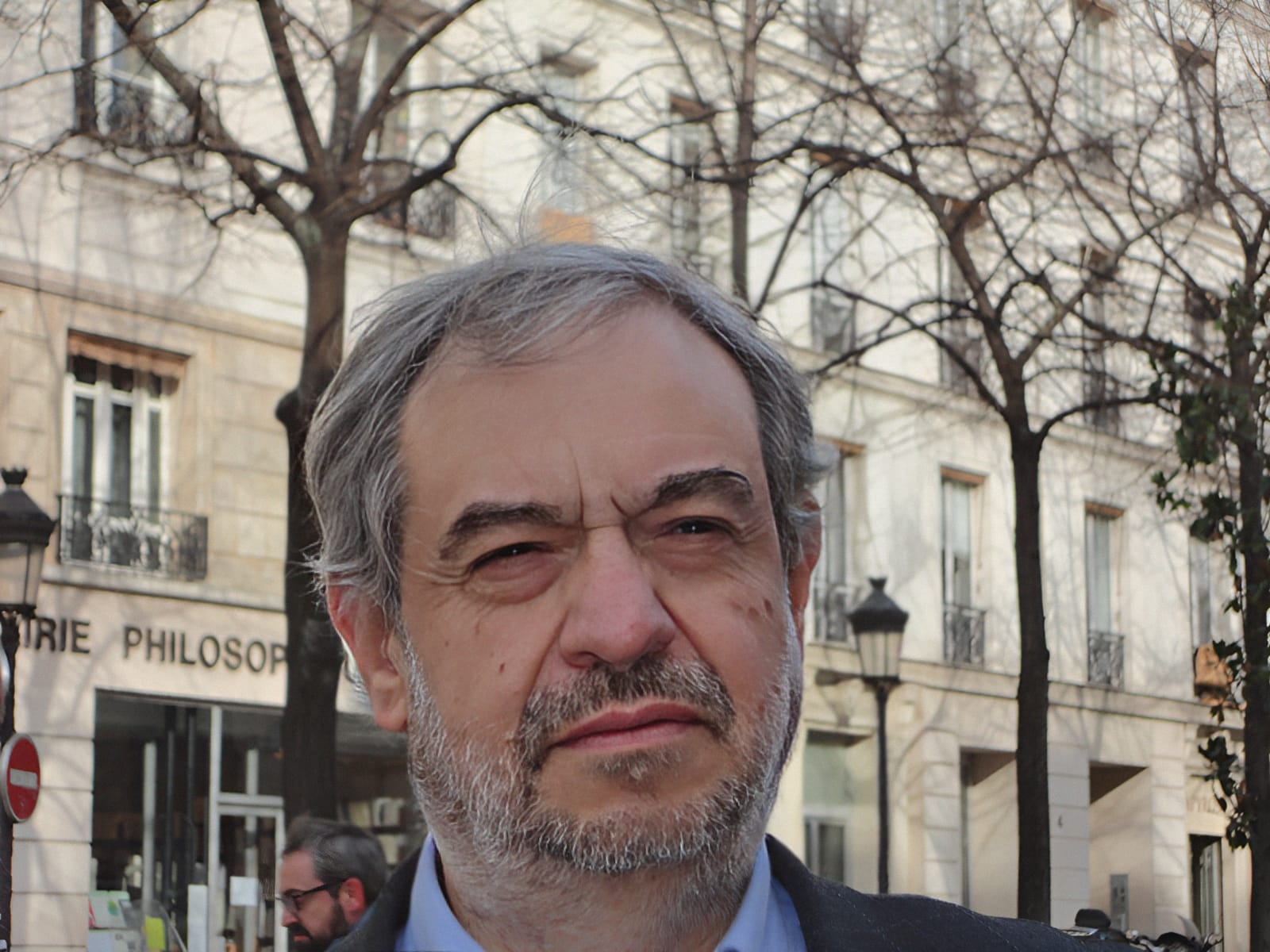
Eduardo Ramos-Izquierdo (2013)

Eduardo Ramos-Izquierdo (Città del Messico, 1951) è uno scrittore e poeta messicano.

## Biografia
Ha studiato matematica all'Università nazionale autonoma del Messico per poi passare nel 1975 agli studi di letteratura e filosofia. Dal 1977 ha proseguito gli studi in Europa. Dopo aver conseguito nel 1981 un dottorato con una tesi su Stéphane Mallarmé e su Octavio Paz, si è trasferito a Parigi, dove si è inizialmente dedicato alla poesia prima di passare successivamente alla narrativa in prosa.
In contemporanea alla sua attività di scrittore ha anche insegnato presso varie università, sia in Messico che in Francia. All'UNAM ha insegnato presso le facoltà di scienze e di filosofia e lettere, dov'è stato assistente di Ramón Xirau, mentre in Francia gli è stata affidata la cattedra di letteratura latinoamericana a Limoges dal 2004 al 2008 e presso la Sorbona dal 2008 al 2020. Autore di numerosi articoli scientifici, ha ideato il concetto di scritture plurali.

## Attività letteraria
Nel 1981 e nel 1982 sono state pubblicate i² e 7, le prime raccolte di poesie di Ramos-Izquierdo, in cui sperimenta la poetica del numero e del gioco metrico, espressa in un proprio linguaggio. Per anni ha scritto poesie senza pubblicare, finché nel 2005 i suoi componimenti non sono stati raccolti nel volume intitolato En las Orillas del tiempo. Nel 2010 è stata compilata a Siviglia un'edizione più completa della sua opera poetica.
A partire dagli anni 2000 sono state pubblicate le sue opere in prosa. Dato il suo particolare interesse per il genere breve, Ramos-Izquierdo ha privilegiato la scrittura di racconti e di romanzi brevi. Nel 2002, 2003 e 2006 sono stati pubblicati tre volumi della sua prosa di finzione. Nel 2012 il suo secondo romanzo breve Nella zona proibita, è stato tradotto in italiano dalle Edizioni Arcoiris. In seguito parte della sua produzione inedita di racconti e poesie è stata pubblicata su riviste letterarie.

## Opera

### Poesia
- i², Parigi, Capitali, 1981, 72 p.
- 7, Messico, Katun, 1982, 74 p. ( ISBN 978-968-430-018-7 )
- En las orillas del tiempo (1981-2003), Messico, Rilma 2, 2005, 190 p. ( ISBN 978-970-94583-0-5 )
- Poesía y poética (1978-2010), Siviglia, Arcibel, 2010, 344 p. ( ISBN 978-84-96980-89-1 )

### Romanzo
- Nella zona proibita, Messico, Rilma 2, 2006, 74 p. ( ISBN 978-970-94583-1-2 ); Traduzione italiana: Nella zona proibita, Salerno, Edizioni Arcoiris, 2012, 96 p. ( ISBN 978-88-96583-24-1 )

### Racconti
- Los años vacíos, Messico, Siglo XXI, 2002, 194 p. ( ISBN 978-968-23-2374-4 )
- La dama sombría, Messico, El viejo pozo/Universidad Autónoma de Chiapas, 2003, 182 p. ( ISBN 978-968-7495-86-6 )
- La voz del mar, Messico, Rilma 2, 2006, 132 p. ( ISBN 978-970-94583-2-9 )